# Anolis eulaemus
Anolis eulaemus es una especie de lagarto anoles perteneciente a la familia Polychrotidae.

## Distribución
Se encuentra en  Colombia y Ecuador.